# 2차 자료

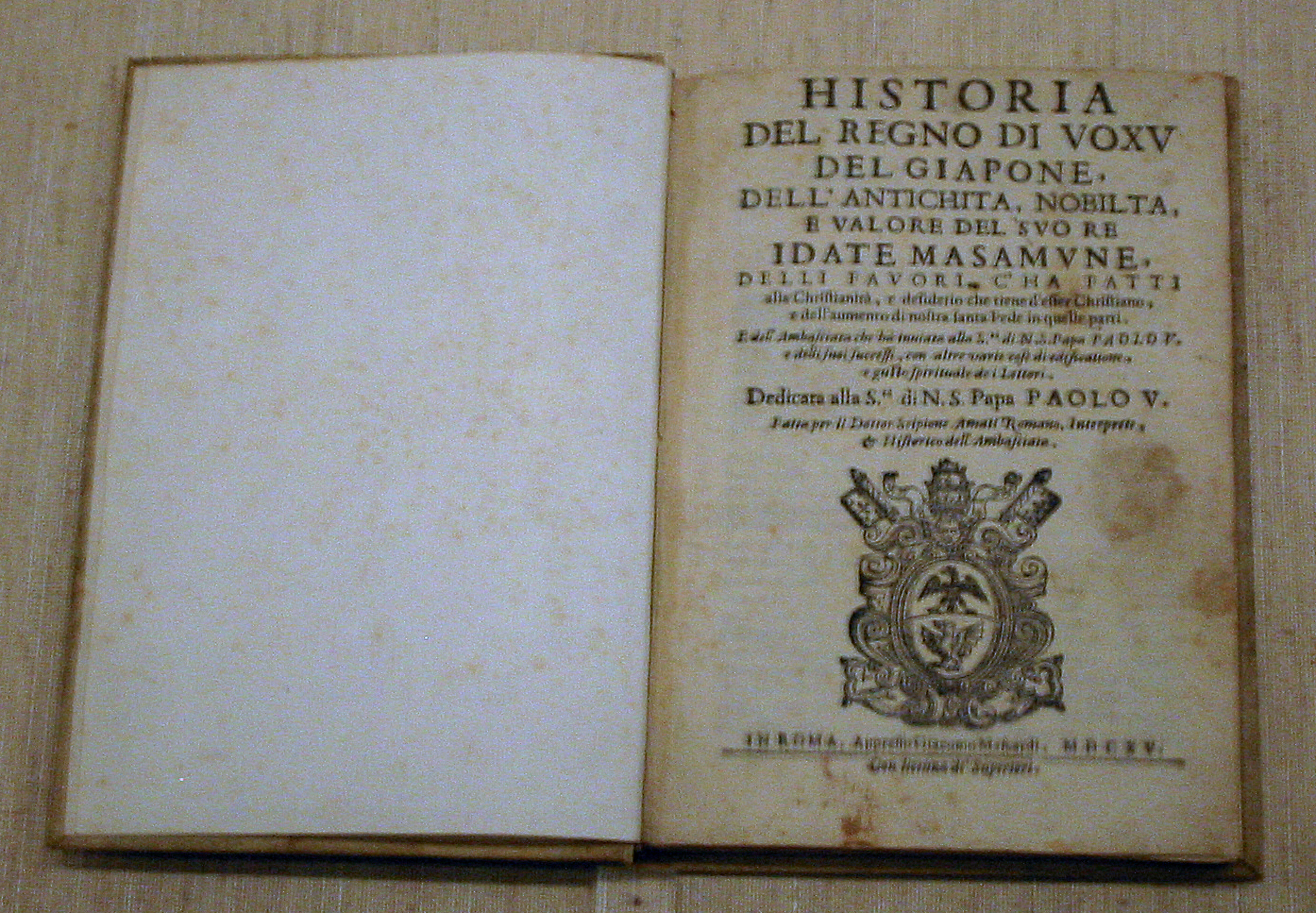
Scipione Amati의 History of the Kingdom of Voxu(1615년)는 2차 자료의 한 예이다.

2차 자료(secondary source), 2차 사료, 2차 문헌, 2차 출처는 이미 만들어 놓은 자료를 활용한 자료를 말하며 1차 자료를 보충해 주는 자료이다.
역사학에서는 2차 사료라는 용어를 사용하며 사건이 일어 난 이후에 후세 사람들이 그 사건에 대한 연구나 논문 서적들로써 2차적 증거 자료로써 1차 사료를 보충해 주는 것이다.

## 같이 보기
- 1차 자료
- 모노그래프
- 독자 연구